# Pressiat
Pressiat – miejscowość i dawna gmina we Francji, w regionie Owernia-Rodan-Alpy, w departamencie Ain. W dniu 1 stycznia 2016 roku z połączenia dwóch ówczesnych gmin – Pressiat oraz Treffort-Cuisiat – powstała nowa gmina Val-Revermont. W 2013 roku populacja Pressiat wynosiła 243 mieszkańców.

## Populacja

Populacja Pressiat w latach 1962–2008